# 娄烦镇
娄烦镇，是中华人民共和国山西省太原市娄烦县下辖的一个乡镇级行政单位。

## 行政区划
娄烦镇下辖以下地区：
娄烦村第一社区、娄烦村第二社区、娄烦村第三社区、城东区社区、城中区社区、城西区社区、大夫庄村、娄家庄村、童子崖村、姚罗村、河家庄村、新良庄村、官庄村、三元村、城北村、西果园村、尹家窑村、范家村、任家沟村、西街村、蒲峪村、向阳村、席岭村、塔圪垛村、小泉沟村、凤凰村、白道村、第二足村、四家坪村、杜家岭村、红崖头村和我家村。